# Shenyang Aircraft Corporation
Shenyang Aircraft Corporation (chinês simplificado: 沈阳飞机公司, pinyin: Shěnyáng fēijī gōngsī) é uma fabricante de aeronaves civis e militares localizada em Cheniangue, China, sendo uma subsidiária da Aviation Industry Corporation of China. Fundada em 1951, é um dos mais antigos fabricantes de aviões na China. A Shenyang, no entanto, foi criticada por produzir cópias ou derivados não autorizados de aeronaves não chinesas; por exemplo, o Shenyang J-11B é um derivado não autorizado do Sukhoi J-11A/Su-27SK, da Rússia.